# Zathura (film)
Zathura: O aventură spațială, sau simplu Zathura, este un film fantastic de aventură din anul 2005, regizat de către Jon Favreau, bazat parțial pe cartea ilustrată Zathura de Chris Van Allsburg, autorul cărții Jumanji. În rolurile principale se află Jonah Bobo în rolul lui Danny și Josh Hutcherson în rolul lui Walter. Tim Robbins are, de asemenea, un rol, interpretându-l pe tatăl divorțat al băieților. Acesta a fost filmat în Los Angeles și în Culver City, California cu ajutorul Columbia Pictures, având premiera pe data de 11 noiembrie 2005. Spre deosebire de carte, filmul nu face nicio referire la Jumanji. Filmul a fost un succes, deși era un flop.

## Sinopsis
Frații Walter (Josh Hutcherson) și Danny (Jonah Bobo) nu s-au putut înțelege niciodată, nici măcar cu sora lor Lisa (Kristen Stewart). Într-o zi, pe când tatăl lor este plecat cu munca, ei se ceartă din nou în timp ce Lisa se află în camera sa de la etaj. Danny este alungat de fratele mai mare Walter în subsolul casei deoarece l-a lovit cu mingea de baseball în față. Însă, aici el descoperă tablă de joc cu temă spațială numită „Zathura”. Acesta este un joc de cursă, obiectivul fiind ajungerea într-un loc din spațiu numit Zathura. La fiecare rând, unul dintre cei doi înaintează sau se retrage pe traseu, iar jocul scoate un card pe care scrie ceva (majoritatea dintre acestea vor fi citite de către Walter, deoarece Danny nu poate citi bine), iar apoi se întâmplă în realitate ceea ce scrie pe card. În cele din urmă, băieții încep și joacă. Uitându-se afară, unul dintre se miră deoarece se pare că a venit noaptea și casa nu mai este pe Pământ ci pe o rocă zburătoare din spațiu. În conformitate cu instrucțiunile, casa nu se va reîntoarce pe Pământ decât atunci cânt jocul va fi terminat. În timpul poveștii, frații trebuie să renunțe la dușmăniile pe care le au pentru a putea termina jocul.
Danny și Walter încearcă să o anunțe de această situație și pe Lisa, care este în pat, dar ea crede că a venit noaptea deja și nu-i crede. Când îi vine rândul lui Danny, ei primesc un card pe care scrie că Lisa va fi înghețată într-un somn criologic, lăsându-i pe frați să se apere singuri. Când urmează Walter, apare un robot de jucărie care crește și se face uriaș și trebuie să-l atace. După ce a fost „vânat” prin toată casa, robotul se strică ajungând în subsol, în timp ce casa intră în câmpul gravitațional al unei stele. Inexplicabil, casa s-a oprit din urmărirea stelei. Când Danny urmează, apar de nicăieri zorgonii, extratereștrii ca niște șopârle, și atacă casa. În mijlocul haosului, Walter primește un card pe care scrie 'Reprogramează' (care a încercat-o fără efect pe zorgoni), iar Danny a primit un card pe care scria "Salvează astronautul eșuat"; de aceea, apare un astronaut (Dax Shepard) ce va fi salvat. În cele din urmă, astronautul îi ajută pe cei doi să se debaraseze de zorgoni prin închiderea tuturor surselor căldură din casă, deoarece acești extratereștrii căutau căldură. Astronautul a trimis o canapea ce ardea în spațiu, iar zorgonii au plecat după ea. Danny i-a permis astronautul să stea să-i ajute, spre nefericirea lui Walter.
Întorcându-se la joc, Walter a descoperit că Danny a trișat mutând unele piese înainte. El a mutat piesele înapoi, certându-l pe Danny. Însă, jocul a crezut că Walter a trișat și l-a trimis în spațiu, dar este salvat de astronautul care are un jetpack. Incidentul a crescut tensiunea dintre frați. Când a urmat Walter, el a primit un card pe care scria '"Stea căzătoare, pune-ți o dorință când va trece"', iar Walter își dorește o minge semnată de Brett Favre. Temându-se că Walter și-a dorit ca Danny să nu existe, astronautul [...].

## Roluri
- Josh Hutcherson ca Walter
- Jonah Bobo ca Danny
- Dax Shepard ca Astronaut/Walter din viitor
- Kristen Stewart ca Lisa
- Tim Robbins ca Tatăl
- John Alexander (Frank Oz, voce) ca Robot
- Derek Mears ca Lead Zorgon
- Douglas Tait ca Head Zorgon
- Jeff Wolfe ca Master Zorgon
- Adam Wills ca Captain Zorgon

## Criticări
Filmul are foarte multe recenzii pozitive de la critici; în acest moment, are o "Certified Fresh" rating de 76% pe Rotten Tomatoes.